# Walton (pueblo)
Walton es un pueblo ubicado en el condado de Delaware en el estado estadounidense de Nueva York. En el año 2000 tenía una población de 5,607 habitantes y una densidad poblacional de 23 personas por km².

## Geografía
Walton se encuentra ubicado en las coordenadas 42°10′11″N 75°7′49″O / 42.16972, -75.13028.

## Demografía
Según la Oficina del Censo en 2000 los ingresos medios por hogar en la localidad eran de $30,550, y los ingresos medios por familia eran $41,464. Los hombres tenían unos ingresos medios de $27,463 frente a los $20,000 para las mujeres. La renta per cápita para la localidad era de $16,779. Alrededor del 12.1% de la población estaban por debajo del umbral de pobreza.